# Zamboanguita
Zamboanguita ist eine philippinische Gemeinde in der Provinz Negros Oriental. Sie hat 27.552 Einwohner (Zensus 1. August 2015).

## Baranggays
Zamboanguita ist politisch in zehn Barangays unterteilt.
- Basac
- Calango
- Lotuban
- Malongcay Diot
- Maluay
- Mayabon
- Nabago
- Nasig-id
- Najandig
- Poblacion